# 香港醫學專科學院
香港醫學專科學院（英語：Hong Kong Academy of Medicine），是一所香港專科醫學院，根據香港法例第419章 《香港醫學專科學院條例》於1993年成立，負責組織、監察及評核香港醫學專科及牙醫專科培訓，並頒授有關資格。

## 成立背景
過去香港醫生如欲成為專科醫生，須通過外國專科醫學院舉辦之考試成為院士，他們往往要花費大量金錢及時間長途拔涉到當地應試，因而影響他們在港之訓練及工作。為使醫生能於本港考取國際認可之專科資格，並在90年10月9日參照86年之建議成立籌組委員會，開始籌組香港醫學專科學院，港英政府於是在1992年制訂《香港醫學專科學院條例》（第419章）成立香港醫學專科學院。該學院於1993年正式成立，負責組織、監察及評核醫學專科及牙醫專科培訓的法定機構，並頒授有關資格。香港醫學專科學院同時負責專科醫生的延續醫學教育及持續專業發展，維持香港專科執業之水平。
香港醫學專科學院現時擁有超過9,500名院士，他們均具備於香港醫務委員會或香港牙醫管理委員會專科醫生名單列名的資格。

## 宗旨
- 促進醫學技術發展
- 推動延續醫學教育發展
- 提升專業及道德操守與醫療及專科執業水平
- 促進改善香港市民健康護理
- 提升執業醫生之間的合作精神
- 促進醫學資訊及意見交流[4]

## 分科學院
香港醫學專科學院轄下共有15個分科學院，包括73個專科:
- 香港麻醉科醫學院 （页面存档备份，存于）
- 香港社會醫學學院 （页面存档备份，存于）
- 香港牙科醫學院 （页面存档备份，存于）
- 香港急症科醫學院 （页面存档备份，存于）
- 香港家庭醫學學院 （页面存档备份，存于）
- 香港婦產科學院 （页面存档备份，存于）
- 香港眼科醫學院 （页面存档备份，存于）
- 香港骨科醫學院 （页面存档备份，存于）
- 香港耳鼻喉科醫學院 （页面存档备份，存于）
- 香港兒科醫學院 （页面存档备份，存于）
- 香港病理學專科學院 （页面存档备份，存于）
- 香港內科醫學院 （页面存档备份，存于）
- 香港精神科醫學院 （页面存档备份，存于）
- 香港放射科醫學院 （页面存档备份，存于）
- 香港外科醫學院 （页面存档备份，存于）

另外，香港醫學專科學院於2013年成立香港賽馬會創新醫學模擬培訓中心 （页面存档备份，存于），推動醫學教育的模擬培訓及創新學教學模式；於2014年成立香港賽馬會災難防護應變教研中心 （页面存档备份，存于），為社區提供預防及應對災難及重大突發事件的資訊。

## 管治架構
香港醫學專科學院院務委員會是醫專的最高管治組織，有以下委員：
- 主席
- 一般事務副主席
- 敎育及考試事務副主席
- 名譽秘書
- 名譽司庫
- 編輯
- 15所分科學院的院長
- 5名選任委員會

歷任主席
| 任期        | 主席   |
| ----------- | ------ |
| 1992 - 1996 | 達安輝 |
| 1996 - 2000 | 方津生 |
| 2000 - 2004 | 梁智鴻 |
| 2004 - 2008 | 鄧惠瓊 |
| 2008 - 2012 | 梁憲孫 |
| 2012 - 2016 | 李國棟 |
| 2016 - 2020 | 劉澤星 |
| 2020 - 2024 | 梁嘉傑 |
| 2024 至今   | 李錦滔 |

## 醫科教育及培訓
香港醫學專科學院的分科學院會提供至少6年的專科培訓。若專科培訓學員通過分科學院會舉辦的終期試或畢業評核後，便有資格被提名成為醫專院士。
醫專是香港唯一具有法定權力的機構，評核在香港醫務委員會及香港牙醫管理委員會名單上的專科醫生及專科牙醫是否按相關條例達到延續醫學教育/ 持續專業發展的要求。醫專院士必需達到延續醫學教育/ 持續專業發展的要求，才可列名於香港醫務委員會或香港牙醫管理委員會專科醫生 / 專科牙科醫名冊內。延續醫學教育/ 持續專業發展的最低要求是於3年學期間獲得90個學分。
未接受醫專轄下分科學院之專科培訓而希望被列入香港醫務委員會/ 香港牙醫管理委員會專科名冊的醫生/ 牙科醫生，需向醫專提出認證申請，由醫專評估其培訓及資歷是否與相關醫專科院士相若或等同。

## 出版
香港醫學專科學院出版社負責出版香港醫學雜誌、論文 、研究報告，以及分科學院和醫學組織的通訊刊物。

## 香港醫學專科學院賽馬會大樓
香港醫學專科學院賽馬會大樓設有多個醫學組織的辦公室，包括醫專秘書處辦公室、15個分科學院、香港醫務委員會及香港牙醫管理委員會的辦公室。大樓同時作為一個多用途活動場地，讓不同團體舉辦醫療相關的培訓、考試、大型會議、科學會議及社交活動等。 